# Âm dương

Biểu tượng âm dương nói lên bản chất và mối quan hệ giữa âm và dương.

Âm dương (chữ Hán: 陰陽, bính âm: yīn yáng) là hai khái niệm để chỉ hai thực thể đối lập ban đầu tạo nên toàn bộ vũ trụ.

## Quá trình hình thành